# Caherboshina
Caherboshina is een plaats in het Ierse graafschap Kerry.